# Несбитт, Нина
Нина Линдберг Несбитт (англ. Nina Lindberg Nesbitt; род. 11 июля 1994) — шотландская певица, автор песен, гитаристка, пианист и музыкант. На счету у Несбитт три успешных в top 40 синглов, но наиболее известна своим синглом «Stay Out», который в апреле 2013 года достиг 21 места в the UK Singles Chart.
Её первый официальный мини-альбом, The Apple Tree, был выпущен в апреле 2012 года и достиг 6 места в iTunes download charts после раскрутки на BBC Radio 1 и сумел также попасть в the iTunes singer/songwriter chart. Мини-альбом и сингл The Way in the World были выпущены 23 июля 2013 года, став последующими после выхода «Stay Out». В августе того же года она записала свою версию песни Fleetwood Mac «Don't Stop» в рамках новой рекламной кампании John Lewis и впоследствии заняла 61 место. 17 февраля 2014 года Несбитт выпустила свой дебютный полноформатный альбом Peroxide.
В качестве автора песен она сотрудничала с различными исполнителями, в частности с Джессикой Уэр (‘Slow Me Down с альбома 2017 года ‘Glasshouse’ album), Оливией Хольт (её дебютный сингл ‘Phoenix’), Доном Диабло (‘Put It On’) и The Shires (три песни с их альбома ‘My Universe’). Также в 2017 году она начала выпускать собственную музыку из своей Nightwatch Studio. Её первой продюсерской работой стал интро-сингл её предстоящего альбома «The Moments I’m Missing».

## Ранняя жизнь
Несбитт родилась в Ливингстоне и училась в маленькой деревенской школе в Беллсквери, в том же Ливингстоне. В возрасте 12 лет она переехала в деревню Балерно (находится за пределами Эдинбурга) и окончила Balerno Community High School. Ни один из её родителей не был музыкантом — её отец, Майк, работал в электронной промышленности, а её мать Кэти, которая была родом из Швеции, — няней.
Начала свою музыкальную карьеру, записывая свои песни в своей спальне и загружая свои видео на собственном канале на YouTube.
Играет на гитаре, фортепиано и на флейте. В частности на гитаре Несбитт начала играть после того как прослушала альбом Тейлор Свифт Fearless. В детстве она участвовала в региональных и национальных соревнованиях по гимнастике как для Клуба художественной гимнастики в Пентленде, так и остальной Шотландии. Также она была в шотландской сборной для игр Содружества.

## Музыкальная карьера

### 2011-12: Ранняя карьера
Несбитт встретилась с английским музыкантом Эдом Шираном перед радио-концертом в Эдинбурге, где он должен был выступить. После того как она спросила у него совет для начинающих авторов-исполнителей и исполнив ему песню на его гитаре, она была приглашена выступить на разогреве на его европейском туре. Также выступила на разогреве у Example, после того как тот услышал от неё кавер-версию своей песни «Stay Awake». Снялась в музыкальном видео на песню Ширана «Drunk».

### 2012-13:The Apple Tree,Boy,Stay OutиWay in the World

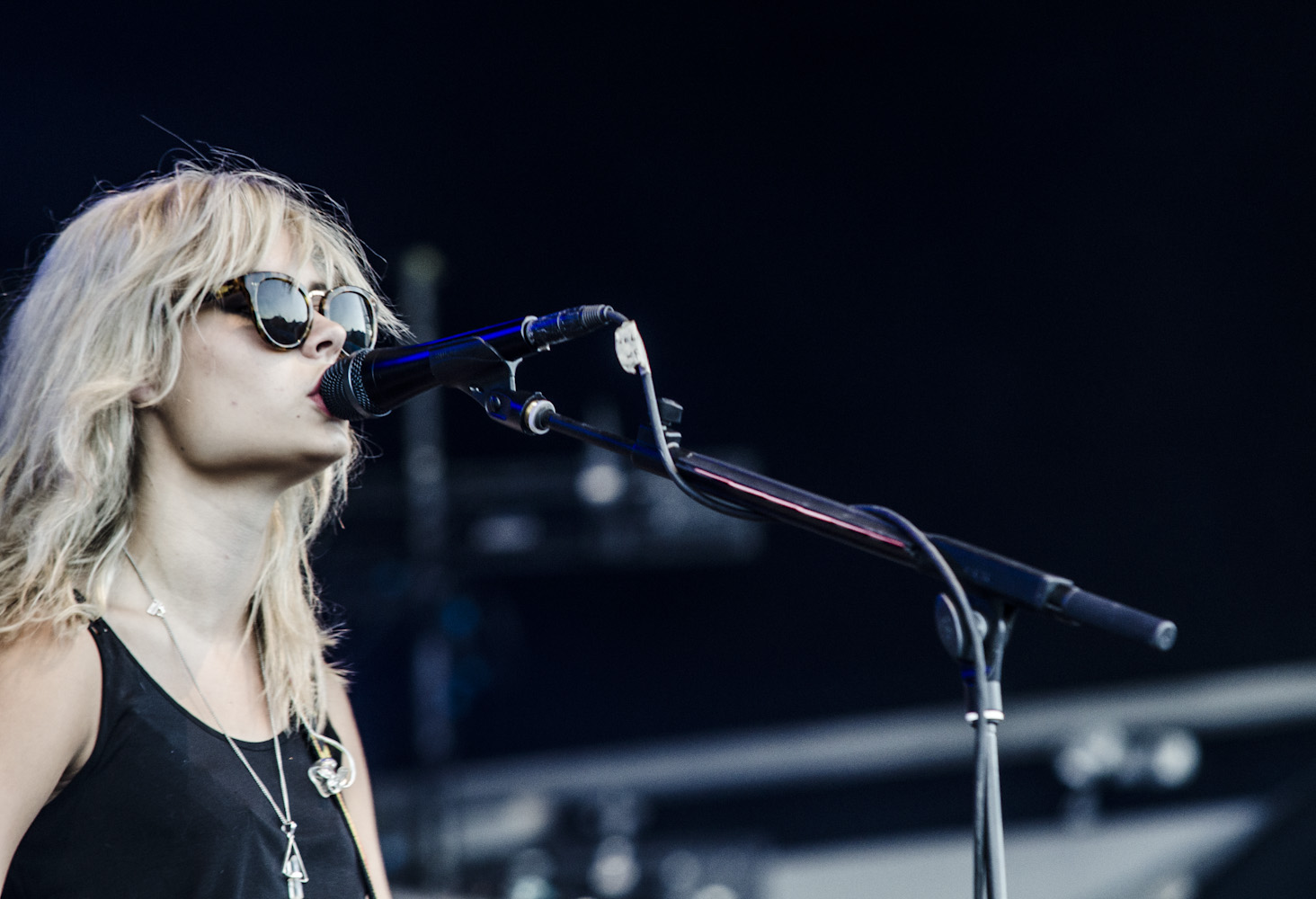
Несбитт во время выступления на FIB Festival в 2014 году

В апреле 2012 года на AWAL вышел второй мини-альбом The Apple Tree, который достиг 6 места в iTunes download charts, после раскрутки на BBC Radio 1. Также он достиг 1-й позиции на the iTunes singer/songwriter chart. 9 октября 2012 года Несбитт отправилась в свой второй тур по Великобритании в поддержку своего дебютного сингла «Boy», вышедшего на новом лейбле Island Records. На разогреве отметились такие исполнители как Джош Кумра и Билли Локетт. Тур стартовал в ту же дату на Oran Mor, в Глазго, в Шотландии и закончился 18 октября 2012 года в Dingwalls, в Лондоне, в Англии. 8 апреля 2013 года вышел третий мини-альбом Stay Out, одноимённый заглавный трек которого занял 21 место в чартах в том же месяце 2013 года. 21 июля того же года вышел следующий её мини-альбом, Way in the World, заглавный трек которого был выпущен в виде сингла, а месяцем ранее 12 июня 2013 года на песню был снят видеоклип. Следующим синглом Несбитт была кавер-версия песни Fleetwood Mac, «Don't Stop», которая прозвучала в рекламе универмага John Lewis. 6 сентября 2013 года Несбитт исполнила патриотическую песню «Flower of Scotland» в Hampden Park перед игрой Шотландии против Бельгии в отборочном турнире Чемпионат мира по футболу 2014.

### 2013-14:Peroxide
См. также статью Peroxide в английском разделе.
25 ноября 2013 года Несбитт на своих страницах в Twitter и Facebook анонсировала, что её дебютный полноформатный альбом Peroxide, будет выпущен в Великобритании 17 февраля 2014 года. В поддержку альбома Несбитт отправилась в тур по Соединённому Королевству, стартовав в Эдинбурге в тот же день, когда альбом был выпущен. Peroxide занял первое место в Шотландии и 11 в остальной Великобритании. 9 февраля 2014 года в качестве ведущего сингла была выпущена песня, «Selfies». 1 апреля 2014 года Несбитт выпустила свой пятый и одноимённый мини-альбом, который предназначался исключительно для США.

### 2016—2017:Modern LoveEP,Life In Colourи второй альбом
Несбитт анонсировала релиз своего нового мини-альбома, Modern Love с «её новым радикальтным взглядом». Также она объявила о своём новом трёхдневном британском турне, которое прошло с 26 по 28 января. После выступления в программе «World Exclusive» на BBC Radio 1, её новый сингл «Chewing Gum» стал доступен для скачивания на Apple Music и Spotify 10 января. 27 апреля Несбитт выступила на церемонии Young Scot Awards, проходившей на Международном конференц-центре в Эдинбурге. В июне она запустила проект Songs I Wrote For You, в котором она просила своих поклонников присылать ей свои любовные истории и на основе которых она будет писать песни. В октябре, в рамках проекта, она выпустила пятитрековый мини-альбом на собственном лейбле. В течение этого периода Несбитт также исполняла свои прежде неиздававшиеся песни «Boys Can’t Make Me Sad», «Surprise» «Only One», «I Don’t Like the Taste of Wine» и «Bubbles».
В мае 2016 года Несбитт сообщила, что оставила свой лейбл и отныне стала независимым исполнителем. В ноябре 2016 года Несбитт подписала контракт с независимым лейблом Cooking Vinyl и вскоре планирует выпустить новый студийный альбом. 2 июля 2017 года выступила на разогреве у Джастина Бибера в рамках концертов British Summer Time (concerts) в Гайд-парке, в Лондоне. 14 июля 2017 года Нина выпустила новый сингл «The Moments I’m Missing». 8 сентября 2017 года состоялся релиз сингла «The Best You Had», который стал самым прослушиваемым треком на Spotify за всё время с более 33 млн прослушиванием по всему миру. Тейлор Свифт добавила «The Best You Had» в свой официальный плейлист своих любимых песен на Apple Music, а актриса Хлоя Грейс Морец поделилась песней в «Твиттере» со своей 3.3 миллионной аудиторией подписчиков. Затем Несбитт выпустила в качестве сингла третью песню со своего второго альбома «Somebody Special» — она набрала более 25 млн прослушиваний. Следующим синглом с альбома стал трек «Colder».
В октябре 2017 года Нина дала два частных концерта в Нью-Йорке и Лос-Анджелесе.
В декабре 2017 года Нина выиграла премию the Evolution Award на церемонии SSE Scottish Music Awards.

### 2018-настоящее: альбом Sophomore
В марте и апреле 2018 года Несбитт совершила турне по США вместе с Джейком Баггом. Она также показала новую композицию «Psychopath» для дебютной программы ‘Louder Together’ на Spotify — программы, объединяющей артистов для сотрудничества в интересах сообщества, возможности самореализации и вдохновения, — и Нина была единственной артисткой, которую пригласили из Великобритании. Одновременно с Women’s History Month дебютный сингл Louder Together «Psychopath» вышел одновременно с дебютом ряда таких исполнительниц, как Саша Слоан, Нина Несбитт и Шарлотта Лоуренс, впервые собравшихся вместе, чтобы написать и записать (оригинальную) песню для Spotify Singles. Сейчас песня имеет более 10 миллионов прослушиваний на Spotify.
В мае был выпущен сингл «The Sun Will Come Up, The Seasons Will Change». Несбитт сказала, что песня о самопомощи и она надеется, что в случае необходимости люди её будут слушать и понимать, что всё постоянно меняется. Также песня прозвучала в эпизоде американского телевизионного шоу Life Sentence.
К концу лета 2018 года Несбитт сыграла на 12 фестивалях, а также выступит в этом году на SXSW, MIDEM и The Great Escape. Также она провела три последующих выступления в Лондоне (на Heaven, The Islington и на Camden Assembly), а на разогреве выступили Джеймс Артур, Джесси Маккартни, MAX и Льюис Капальди.
10 августа 2018 года Несбитт выпустила новую песню «Loyal to Me», продюсером которой выступил Фрейзер Т. Смит (также известный по своей работе с Stormzy, Адель, Дрейком и Florence and the Machine).
30 октября 2018 года Нина объявила, что её второй студийный альбом, «The Sun Will Come Up, The Seasons Will Change» будет выпущен 1 февраля 2019 года на лейбле Cooking Vinyl.

## Филантропия
Несбитт присутствовала на благотворительном ужине организации mothers2mothers, собравшем полмиллиона фунтов. Также она посетила саммит Women in the World, на котором обсуждалось влияние образа тела на интернет-эпоху.
Сотрудничала с такими брендами как Calvin Klein и American Eagle и была выбрана для участия в саммите Women in the World вместе с Николь Кидман и Карой Делевинь.

## Личная жизнь
В 2012 году во время гастролей, Несбитт встречалась с коллегой-музыкантом Эдом Шираном. В 2014 году в своём интервью она рассказала о своих отношениях с Шираном, описав их как «любовь- ненависть» и почему они расстались. Упоминается в песнях Ширана «Nina», «Photograph» и «Friends».
В 2016 Несбитт призналась, что у неё были проблемы с людьми, преследовавшими её.

## Дискография
Полную дискографию также см. в английском разделе.
- Peroxide[англ.] (2014)
- The Sun Will Come Up, The Seasons Will Change (2019)